# Злетово
Злетово (мкд. Злетово) је насеље у Северној Македонији, у источном делу државе. Злетово је у саставу општине Пробиштип.
Злетово је познато као рударски градић, где се руда вади још од времена антике. У граду има доста примера сачуване балканске архитектуре.
Близу Злетова се налази Манастир Лесново, задужбина деспота Оливера и изванредан пример српске средњовековне архитектуре на тлу данашње Македоније.

## Географија
Злетово је смештено у источном делу Северне Македоније. Од најближег града, Пробиштипа, насеље је удаљено 10 km источно.
Насеље Злетово се налази у историјској области Злетово, на јужним падинама Осоговских планина. Надморска висина насеља је приближно 470 метара. Само насеље је смештено у уској долини Злетовске реке, па је насеље издужено дуж долине.
Злетово је рударско насеље у склопу Кратовско-злетовског басена (олово, цинк, сребро, бакар, уран). У средњем веку је било познато рударско и трговачко насеље где су радили Саси, које је под Турцима изгубило значај. Пред Други светски рат оживео је рударство у околини Злетова. Експлоатацију су покренули 1937. године Енглези; рударска фирма "Злетово Мајнс Лимитед" (основана 1929) у Добреву и Пробиштипу. Изградили су Енглези за потребе рудника жичану жељезницу и добар пу за транспорт руде камионима. Постојао је проблем код рудника сребра и олова у месту Добреву, јер је ту "царовала" болест маларија. Градић је 1937. године посетио енглески лекар Сер Малком Ватсон, у намери да помогне искорењивању те болести.
Ту су се вековима правили воденичарски каменови и продавали широм Балкана.
Месна клима је умерено континентална. Земљиште у злетовској околини је више црвенкасто, и ту успевају дуван и мак.

## Историја
Злетово се јавља као насеље у 11. веку. Прешло је из руку Византије под власт српску у пролеће 1282. године заузимањем од стране српског краља Милутина. Ту су били српски рудокопи у којима су радили рудари Саси. За време српског цара Душана постало је 1347. године седиште Злетовске епископије. Било је под влашћу српских великаша Дејановића. По старој српској повељи коју су без мајке издали браћа Драгаш и Константин, 1379. године, види се шта су све подарили руском манастиру Св. Пантелејмона на Светој Гори. Они су придодали нова добра, поред оних ранијих од цара Душана и цара Уроша. Српски властелини браћа Дејановићи су тада завештали између осталих поседа и Злетово, са тамошњим храмовима Св. Димитрија и Св. Николе, и свим црквеним људима уз њих.
У међуратном периоду постојала је Злетовско-струмичка епископија, са епископом.
У Злетову је деценијама био парох, мештанин прота Ђорђе Поповић (1876—1939). Потицао је из старе угледне злетовске српске свештеничке породице и истакао се као велики српски национални радник. Завршио је Призренску Српску православну богословију и учитељску школу и 11 године био учитељ. Рукоположен је за свештеника 1910. године и постао злетовски парох.
Злетово је у турско време припадало Кратовској кази.
У месту је између 1868-1874. године (или 1871-1877) радила српска народна школа. Касније 1888. године ради ту и бугарска основна школа. Школу српску је 1898/1899. године похађало 13 ђака, а учитељ је имао завршену београдску Учитељску школу. Прослављена је ту 1900. године школска слава Св. Сава. Домаћин славе био је мештанин Трајче Цветковић, а службу вршио поп Атанас Гуцевић. Учитељ К. Маниташевић је изговорио светосавску беседу.
За време Другог балканског рата јуна 1913. године водиле су се огорчене борбе између Срба и Бугара око Злетова.
Када је јуна 1926. године након провале облака набујала Злетовска река потопила место, настрадао је и дом знаменитог мештанина, четничког војводе Мине Станковића. Место је добило 1927. године пошту, телеграф и телефон за јавну употребу. Регистрована је октобра 1930. године "Злетовачка земљорадничко-кредитна задруга".

## Становништво
Злетово је према последњем попису из 2002. године имало 2.477 становника.
Претежно становништво у насељу су етнички Македонци (99%).
Већинска вероисповест месног становништва је православље.

## Збирка слика
- Поглед на Злетово са околних брда
- Улаз у Злетово
- Градска Црква Пресвете Богородице
- Злетовска река